# La Rochelle Volley-Ball
Maillots
Le Club La Rochelle Volley-Ball est un club français de volley-ball basé à La Rochelle dont l'équipe féminine évolue en Nationale 1 lors de la saison 2009-2010.

## Palmarès
- 2009 : Champion de France de Nationale 2 féminine

## Effectifs

### Saison 2009-2010
Entraîneurs : Sylvie Frappereau  
| N° | Nom                           | Taille | Âge    | Poste         | Nationalité |
| 1  | Adeline Fronto                | 1,68 m | 27 ans | passeuse      | France      |
| 2  | Lucie Rimbault                | 1,76 m | 28 ans | récep-attaque | France      |
| 3  | Sylvie Méro                   | 1,78 m | 32 ans | centrale      | France      |
| 4  | Estelle Decimus               | 1,75 m | 22 ans | centrale      | France      |
| 5  | Gabriele Elois-Garcia-Villain | 1,80 m | 22 ans | récep-attaque | Brésil      |
| 9  | Laura Bonnerova               | 1,85 m | 19 ans | centrale      | Tchéquie    |
| 10 | Laurence Bernon               | 1,70 m | 32 ans | recep/att     | France      |
| 11 | Judit Berczes                 | 1,81 m | 25 ans | recep/att     | Hongrie     |
| 12 | Sabrina Wiedemann             | 1,75 m | 30 ans | recep/att     | France      |
| 17 | Maël de Kergret               | 1,75 m | 34 ans | passeuse      | France      |
| 18 | Esther Cès                    | 1,86 m | 20 ans | centrale      | France      |

## Anciens joueuses et joueurs
- Raïssa Nasser